# RealPlayer
RealPlayer is een mediaspeler van het bedrijf RealNetworks. Het programma speelt diverse multimediaformaten af zoals MP3, MPEG-4, Quicktime en diverse versies van RealAudio- en RealVideo-formaten (via codecs).

## Beschrijving
De eerste versie van RealPlayer werd in april 1995 geïntroduceerd onder de naam RealAudio Player. Het was een van de eerste programma's waarmee streaming audio en video afgespeeld kon worden. Versie 6 van RealPlayer kreeg de naam RealPlayer G2. Versie 9 werd uitgebracht onder de naam RealOne Player. Er zijn twee versies, namelijk de gratis "Basic"-versie en de betaalde "Plus"-versie met extra functies.
Om meer inkomsten te genereren werd de RealPlayer voorzien van extra ongewenste software (bloatware) en advertenties (adware). Dit besluit pakte niet positief uit en werd vaak bekritiseerd door gebruikers. Zo zou de software traag worden of niet starten, onduidelijke foutmeldingen geven, en vragen oproepen over privacy.
De meest recente versie in 2023 van het programma voor Windows is RealPlayer 22. RealPlayer wordt ook uitgebracht voor de mobiele platforms Android en iOS. De Windows-versie is de meest ontwikkelde versie. De versies voor macOS, Linux, Unix, PalmOS, Windows Mobile en Symbian OS zijn niet meer vindbaar of actueel.